# Usca Mayta panaca
Usca Mayta panaca è il titolo con cui venne accreditata la famiglia, o panaca, discendente da Mayta Capac, il quarto sovrano della dinastia Inca.
Si tratta di un lignaggio appartenente ad Hurin-Cuzco, la dinastia predominate all'epoca della sua creazione.
Come tutte le famiglie di questa dinastia ebbe a sopportare un inarrestabile declino all'avvento della contrapposta dinastia Hanan-Cuzco, ma, anche se estromessa dal potere politico, mantenne inalterato il suo prestigio derivante dal riferimento al suo fondatore, universalmente riconosciuto come uno dei più prestigiosi sovrani Inca.
Il suo ruolo nella partecipazione alle celebrazioni religiose dell'impero era assai rilevante.
Cristobal de Molina, il cuzqueño, da non confondere con l'altro omonimo autore dell'epoca, attribuisce a questo lignaggio, seppur unitamente ad altre tre famiglie, il compito di soprassedere ai riti della Citua, la più importante celebrazione religiosa incaica, per conto di tutto il Collasuyo, ovvero per un quarto dell'impero.
Secondo Bernabé Cobo, alla panaca Usca Mayta era demandato il compito di soprassedere al culto degli adoratori situati lungo il percorso del settimo ceque del Collasuyo, una linea immaginaria che, partendo dal centro del Cuzco si irradiava in direzione Sud.
Questi riferimenti sacri, detti huaca, erano in numeri di otto.
- Il primo era detto Santocollo ed era una pianura.
- Il secondo era una pietra chiamata Catacalla, considerata  il resto di uno dei pururaucas, i mitici guerrieri sorti da pietre per aiutare gli Inca nella loro guerra contro i Chancas, che sarebbero tornati al loro stato originario a missione compiuta.
- Il terzo era anch'esso una pietra di nome Chachaquiray situata presso la precedente.
- Il quarto era una pianura detta Vircaypay che sarebbe stata il luogo di origine dei Chachapoyas.
- Il quinto era chiamato Matara e consisteva in un pendio presso il colle di Guanacauri, il luogo più sacro per gli Inca.
- Il sesto era una fonte di nome Vilcaraypuquiu.
- Il settimo, Uspa era un'altra pianura.
- L'ultimo era un'altra fonte di nome Guamancapuquiu.

Dobbiamo, come sempre,  a Pedro Sarmiento de Gamboa il ricordo dei nomi dei rappresentanti superstiti di questa panaca all'epoca dell'amministrazione spagnola.
Essi erano: don Juan Tambo Usca Mayta e don Baltasar Quizo Mayta.